# Nico Williams
Nicholas Williams Arthuer (sinh ngày 12 tháng 7 năm 2002) là một cầu thủ bóng đá chuyên nghiệp người Tây Ban Nha hiện đang thi đấu ở vị trí tiền vệ cánh cho câu lạc bộ La Liga Athletic Bilbao và đội tuyển bóng đá quốc gia Tây Ban Nha.
Williams gia nhập học viện trẻ của Athletic Bilbao năm 2013, anh được thăng chức lên đội dự bị năm 2020 và lên đội một một năm sau đó, trở thành đồng đội của anh trai Iñaki Williams.
Williams ra mắt đội tuyển Tây Ban Nha vào năm 2022, đại diện cho đất nước tham dự FIFA World Cup 2022 và UEFA Euro 2024. Anh ghi bàn và được bầu là cầu thủ xuất sắc nhất ở trận chung kết sau khi Tây Ban Nha vô địch giải đấu.

## Sự nghiệp quốc tế
Williams lần đầu tiên đại diện cho Tây Ban Nha cho đội tuyển U-18 quốc gia vào năm 2020, ghi được hai bàn thắng sau bốn trận đấu. Anh được triệu tập vào đội tuyển U-19 Tây Ban Nha vào tháng 2 năm 2021 và ra mắt đội tuyển U-21 quốc gia vào tháng 9 cùng năm. Anh được triệu tập lần đầu tiên vào đội tuyển quốc gia bởi huấn luyện viên Luis Enrique cho các trận đấu UEFA Nations League 2022–23 vào tháng 9 năm 2022. Anh chơi trận ra mắt đội tuyển quốc gia trong trận thua 2–1 trên sân nhà trước Thụy Sĩ. Vào ngày 17 tháng 11, anh ghi bàn thắng đầu tiên cho đội tuyển quốc gia trong chiến thắng giao hữu 3–1 trước Jordan. Sau đó, anh được triệu tập tham dự FIFA World Cup 2022, nơi anh ra sân tại tất cả bốn trận của Tây Ban Nha với một lần góp mặt trong đội hình xuất phát. Anh cùng đội tuyển quốc gia đã phải từ giã World Cup khi bị Maroc loại sau loạt sút luân lưu ở vòng 16 đội.
Vào tháng 5 năm 2024, anh được chọn vào đội hình 26 người tham dự UEFA Euro 2024. Williams được bầu là cầu thủ xuất sắc nhất trận đấu trong trận đấu vòng bảng thứ hai sau chiến thắng 1–0 của Tây Ban Nha trước Ý. Anh ghi bàn thắng đầu tiên tại một kỳ UEFA Euro, lập một pha kiến tạo và đạt độ chính xác chuyền bóng 100% trong chiến thắng 4–1 trước Gruzia ở vòng 16 đội, trở thành cầu thủ đầu tiên đạt được thành tích này trong giải đấu. Anh ghi bàn mở tỷ số trong trận chung kết với Anh bằng một cú sút chân trái thấp sau đường chuyền của cầu thủ chạy cánh Lamine Yamal. Tây Ban Nha giành chiến thắng 2–1 để giành chức vô địch lần thứ tư kỷ lục và Williams được vinh danh là cầu thủ xuất sắc nhất trận.

## Đời tư
Williams sinh ra tại Pamplona với cha mẹ là người Ghana, những người đã vượt sa mạc Sahara để đến Melilla, một thành phố của Tây Ban Nha ở Bắc Phi. Cha mẹ anh đã được một luật sư giấu tên khuyên rằng họ đến từ một quốc gia đang có chiến tranh, cụ thể là Liberia, một quốc gia chìm đắm trong một cuộc nội chiến vào thời điểm đó, khi họ lần đầu tiên đến Tây Ban Nha.
Williams có một anh trai là Iñaki Williams, cũng là một cầu thủ bóng đá và tiền đạo. Cả hai anh em được rèn luyện tại Athletic Bilbao sau khi cha mẹ họ đến đó. Nico thường mặc áo với tên Williams Jr ở mặt sau, kể cả trong các trận đấu quốc tế không có sự tham gia của Iñaki, người đại diện cho Ghana trên đấu trường quốc tế.

## Thống kê sự nghiệp

### Câu lạc bộ
Tính đến 25 tháng 5 năm 2025
| Câu lạc bộ          | Mùa giải            | Giải vô địch        | Giải vô địch | Giải vô địch | Copa del Rey | Copa del Rey | Châu lục | Châu lục | Khác | Khác | Tổng cộng | Tổng cộng |
| Câu lạc bộ          | Mùa giải            | Hạng đấu            | Trận         | Bàn          | Trận         | Bàn          | Trận     | Bàn      | Trận | Bàn  | Trận      | Bàn       |
| ------------------- | ------------------- | ------------------- | ------------ | ------------ | ------------ | ------------ | -------- | -------- | ---- | ---- | --------- | --------- |
| Basconia            | 2019–20             | Tercera División    | 3            | 0            | —            | —            | —        | —        | 1    | 0    | 4         | 0         |
| Athletic Bilbao B   | 2020–21             | Segunda División B  | 24           | 9            | —            | —            | —        | —        | 2    | 0    | 26        | 9         |
| Athletic Bilbao     | 2020–21             | La Liga             | 2            | 0            | 0            | 0            | —        | —        | 0    | 0    | 2         | 0         |
| Athletic Bilbao     | 2021–22             | La Liga             | 34           | 0            | 4            | 2            | —        | —        | 2    | 1    | 40        | 3         |
| Athletic Bilbao     | 2022–23             | La Liga             | 36           | 6            | 7            | 3            | —        | —        | —    | —    | 43        | 9         |
| Athletic Bilbao     | 2023–24             | La Liga             | 31           | 5            | 6            | 3            | —        | —        | —    | —    | 37        | 8         |
| Athletic Bilbao     | 2024–25             | La Liga             | 29           | 5            | 2            | 1            | 13       | 5        | 1    | 0    | 45        | 11        |
| Athletic Bilbao     | Tổng cộng           | Tổng cộng           | 132          | 16           | 19           | 9            | 13       | 5        | 3    | 1    | 167       | 31        |
| Tổng cộng sự nghiệp | Tổng cộng sự nghiệp | Tổng cộng sự nghiệp | 159          | 25           | 19           | 9            | 13       | 5        | 6    | 1    | 197       | 40        |

1. ↑  Ra sân tại play-off Tercera División
2. ↑  Ra sân tại Play-off Segunda División B
3. 1 2  Số lần ra sân tại Supercopa de España
4. ↑  Số lần ra sân tại UEFA Europa League

### Quốc tế
Tính đến 8 tháng 6 năm 2025
| Đội tuyển quốc gia | Năm       | Trận | Bàn |
| ------------------ | --------- | ---- | --- |
| Tây Ban Nha        | 2022      | 7    | 1   |
| Tây Ban Nha        | 2023      | 4    | 1   |
| Tây Ban Nha        | 2024      | 13   | 2   |
| Tây Ban Nha        | 2025      | 4    | 2   |
| Tổng cộng          | Tổng cộng | 28   | 6   |

#### Danh sách bàn thắng quốc tế
Tính đến 8 tháng 6 năm 2025
Tỷ số và kết quả liệt kê bàn thắng của Tây Ban Nha được để trước, cột tỷ số cho biết tỷ số sau mỗi bàn thắng của Williams.
| # | Ngày                 | Địa điểm                                      | Lần ra sân | Đối thủ | Bàn thắng | Kết quả | Giải đấu                                |
| - | -------------------- | --------------------------------------------- | ---------- | ------- | --------- | ------- | --------------------------------------- |
| 1 | 17 tháng 11 năm 2022 | Sân vận động quốc tế Amman, Amman, Jordan     | 3          | Jordan  | 3–0       | 3–1     | Giao hữu                                |
| 2 | 8 tháng 9 năm 2023   | Boris Paichadze Dinamo Arena, Tbilisi, Gruzia | 9          | Gruzia  | 6–1       | 7–1     | Vòng loại UEFA Euro 2024                |
| 3 | 30 tháng 6 năm 2024  | Sân vận động RheinEnergie, Köln, Đức          | 17         | Gruzia  | 3–1       | 4–1     | UEFA Euro 2024                          |
| 4 | 14 tháng 7 năm 2024  | Sân vận động Thế vận hội, Berlin, Đức         | 20         | Anh     | 1–0       | 2–1     | UEFA Euro 2024                          |
| 5 | 20 tháng 3 năm 2025  | De Kuip, Rotterdam, Hà Lan                    | 25         | Hà Lan  | 1–0       | 2–2     | UEFA Nations League 2024–25             |
| 6 | 5 tháng 6 năm 2025   | MHPArena, Stuttgart, Đức                      | 27         | Pháp    | 1–0       | 5–4     | Vòng chung kết UEFA Nations League 2025 |

## Danh hiệu
Athletic Bilbao
- Copa del Rey: 2023–24

Tây Ban Nha
- UEFA European Championship: 2024

### Cá nhân
- Bàn thắng đẹp nhất tháng La Liga: Tháng 8 năm 2023 (với Gorka Guruzeta), tháng 12 năm 2023 (với Iñigo Lekue)
- Đội hình UEFA Euro tiêu biểu: 2024